# Addis Black Widow
Addis Black Widow er en svensk musikgruppe bestående af Dianne Wiston (bedre kendt under navnet Cream), Armias Mamo (går under navnet Pigeon), samt musikere som Mitsu, Luies Ally og Deane J.
Deres debutalbum var inspireret af soulmusik fra 70'erne, men har gennem årene valgt at blande en del genrer, så som rock, R'n'B (Rythm & Blues) og rap (Rythm And Poetry)/hiphop. Gruppens navn Addis Black Widow er som et minde til Pigeons afdøde bror, Addis, som omkom i en trafikulykke som femtenårig, dengang de boede i Karlstad.
Et af gruppens primære kendetegn har været deres princip om at være hemmelighedsfulde. I starten af deres karriere hævdede gruppen, at de var fra USA og ikke kunne svensk, hvilket de senere har tilstået var løgn [kilde mangler]. De største hits er Innocent (1996), Wait – in Summer (2001) og Goes Around, Comes Around (2001). Gruppen stillede op til Melodifestivalen 2007 i Sverige med nummeret Clubbin, som endte på en sidsteplads. Cream deltog ikke, men de øvrige medlemmer hævder, at hun dog stadig er med i gruppen.

## Diskografi
- The Battle of Adwa, 1996
- Addis Black Widow, 23. februar 2001[2]